# Минстер (Лех)
Минстер (њем. Münster) општина је у њемачкој савезној држави Баварска. Једно је од 43 општинска средишта округа Донау-Рис. Према процјени из 2010. у општини је живјело 1.061 становника. Посједује регионалну шифру (AGS) 9779187.

## Географски и демографски подаци
Минстер се налази у савезној држави Баварска у округу Донау-Рис. Општина се налази на надморској висини од 412–434 метра. Површина општине износи 16,1 km². У самом мјесту је, према процјени из 2010. године, живјело 1.061 становника. Просјечна густина становништва износи 66 становника/km².